# Sergio Bartole

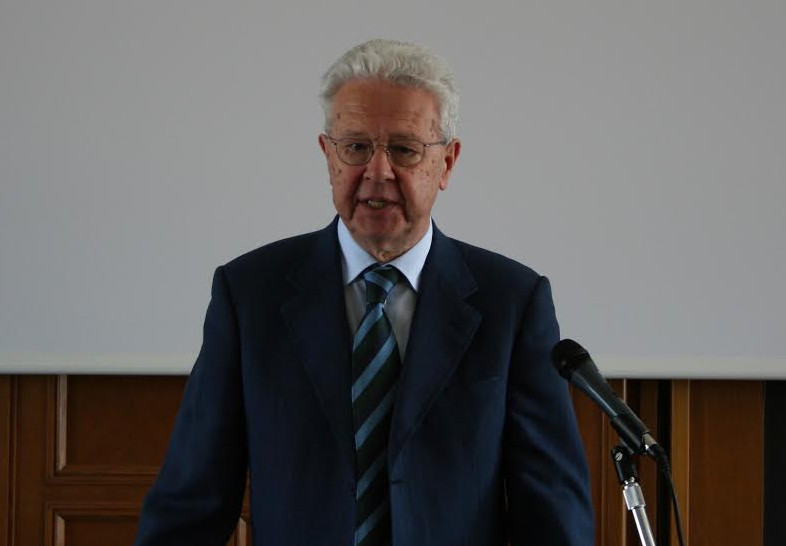
Il prof. Sergio Bartole

Sergio Bartole (Genova, 30 giugno 1936) è un giurista italiano, costituzionalista, professore emerito all'Università degli Studi di Trieste; è stato fino al 2018 componente della Commissione di Venezia del Consiglio d'Europa in rappresentanza della Repubblica Italiana.

## Biografia
Sergio Bartole è stato professore di diritto regionale e di diritto costituzionale presso l'Università degli Studi di Trieste fino al 1978. Dal 1978 al 1982 ha insegnato alla Facoltà di Giurisprudenza dell'Università degli Studi di Pavia. Nel 1982 ha ripreso la cattedra di diritto costituzionale presso l'Università degli Studi di Trieste, ove ha insegnato per quasi un trentennio. 
Ha tenuto la sua ultima lezione come professore in ruolo il 21 maggio 2008.
Tra monografie, curatele, articoli e note a sentenza, è autore o coautore di circa 500 contributi, i cui temi principali sono: l'organizzazione giudiziaria (“Autonomia ed indipendenza dell'ordine giudiziario“, Padova, 1964); le autonomie regionali (“La collaborazione fra Stato e Regioni e fra Regioni“, Milano, 1971); la teoria del diritto costituzionale e della sua interpretazione (nella vasta produzione scientifica particolarmente degni di menzione sono i saggi "Costituzione materiale e ragionamento giuridico“, “In margine a Taking rights seriously di Ronald Dworkin" e le voci “Costituzione" per il Digesto delle discipline pubblicistiche e “Principi generali del diritto" per l'Enciclopedia del diritto); l'orizzonte europeo della Costituzione ("La Costituzione europea vivente", Trieste, 2012); la tutela delle minoranze.
Ha curato con Benedetto Conforti e Guido Raimondi il “Commentario alla Convenzione europea per la tutela dei diritti dell'uomo e delle libertà fondamentali" (Padova, 2001); con Roberto Bin la seconda edizione del “Commentario breve alla Costituzione“ (Padova, 2008); con Vladimiro Zagrebelsky e Pasquale De Sena il "Commentario breve alla Convenzione Europea dei Diritti dell'Uomo" (Padova, 2012).
Da ultimo si è dedicato al tema delle trasformazioni costituzionali derivanti dai cambiamenti della interpretazione della Costituzione nelle prassi degli organi costituzionali e giurisdizionali. In questo filone di ricerca ha pubblicato un primo volume "Interpretazioni e trasformazioni della Costituzione repubblicana", dedicato alla presentazione e all'esame delle più importanti dottrine interpretative che hanno guidato la prima applicazione e le successive trasformazioni della Costituzione repubblicana, dimostrando come in particolare la prassi abbia riconosciuto al testo costituzionale una notevole elasticità e flessibilità, abbia favorito l'apertura del nostro ordinamento ad ordini sovranazionali, abbia consentito la diretta ed immediata applicazione giudiziale ed amministrativa di norme costituzionali anche di principio, ed infine abbia visto un progressivo allargamento dei fenomeni di creazione del diritto ad opera dei giudici e della Corte costituzionale in particolare. 
Ha quindi pubblicato un secondo volume, "La Costituzione è di tutti" che prosegue la linea di quel discorso e si sofferma sulle teorie della costituzione che hanno più largamente influito sull'applicazione e sull'interpretazione della Costituzione. Il lavoro non solo indaga le principali teorie contemporanee della costituzione ma ne individua le ascendenze storiche, con speciale attenzione alle vicende dello Statuto Albertino e alla storia costituzionale dei Paesi europei a noi più vicini.
Nel 2013 è stata pubblicata una raccolta dei suoi scritti, "Scritti scelti", selezionati e introdotti dai suoi più vicini allievi.

### Incarichi extra-accademici
Ha partecipato alla fondazione della rivista “Le Regioni“, emanazione dell'ISGRE (Istituto di studi giuridici regionali) di cui è stato per più anni direttore scientifico. È stato Presidente del Comitato scientifico dell'Istituto per le Regioni del CNR. Consulente della Regione Friuli Venezia Giulia e di altre Regioni a statuto speciale, è stato a più riprese membro della Commissione paritetica per l'adozione delle norme di attuazione dello Statuto del Friuli Venezia Giulia. Per l'ISAPREL ha curato ripetutamente corsi di tecnica della legislazione e la pubblicazione di un manuale in materia. È stato - a vario titolo - visiting researcher a Oxford, Cambridge, Stanford, Harvard e Yale.
Agli inizi degli anni '90 ha iniziato a collaborare con il Consiglio d'Europa nel campo della protezione internazionale delle minoranze partecipando alla stesura della Convenzione quadro per la tutela delle minoranze nazionali ed alla sua successiva attivazione quale componente del Comitato Consultivo del Comitato dei ministri. Prima membro supplente, sotto alla presidenza di Antonio La Pergola, e poi componente effettivo della Commissione europea per la democrazia attraverso il diritto del Consiglio d'Europa (nota come Commissione di Venezia), ha svolto e continua a svolgere un'intensa attività di sostegno della elaborazione delle riforme costituzionali nei Paesi ex comunisti dell'Europa centro–orientale (alla cui esperienza sono riconducibili gli studi: “Riforme costituzionali nell'Europa centro-orientale", Bologna, 1993; “Federalismo e crisi dei regimi comunisti“, Torino, 1993; “La dissoluzione della federazione cecoslovacca “, Torino, 1994 e “La volontà degli Stati membri e delle Regioni nelle vicende del federalismo“, Torino, 1996.
Dal 2003 al 2006 è stato presidente dell'Associazione Italiana Costituzionalisti.

## Principali pubblicazioni
- Sergio Bartole, Autonomia e indipendenza dell'ordine giudiziario, Padova, CEDAM, 1964
- Sergio Bartole (e altri), Diritto regionale, Bologna, Il Mulino, 2005
- Sergio Bartole (a cura di), Lezioni di tecnica legislativa, Padova, CEDAM, Padova, 1988
- Sergio Bartole, Corte costituzionale e magistratura, Bologna, Il Mulino, 1978
- Sergio Bartole, Il potere giudiziario, Bologna, Il Mulino, 2008
- Sergio Bartole, Supremazia e collaborazione nei rapporti tra Stato e regioni, Milano, Giuffrè, 1972
- Sergio Bartole, Art. 81, Commentario della Costituzione, (a cura di Giuseppe Branca), Bologna, N. Zanichelli, 1979